# Frosta
Die Frosta Aktiengesellschaft (Eigenschreibweise: FRoSTA) ist ein deutsches Unternehmen der Tiefkühlkost-Branche mit Sitz in Bremerhaven.
Der Firmenschwerpunkt liegt in der Herstellung von Tiefkühlkostprodukten wie z. B. Fertiggerichten, Gemüse, Obst und Kräutern (teils aus Vertragsanbau oder eigenem Anbau) und Fisch. Frosta besteht aus dem Marken-, Handelsmarken-, Non-Retail- sowie dem Foodservice-Geschäft, welches insbesondere den Außer-Haus-Markt fokussiert. Die Frosta AG hat Ende 2022 drei Produktionsstandorte in Deutschland (Bremerhaven, Lommatzsch und Bobenheim-Roxheim) und einen in Polen (Bydgoszcz) sowie Vertriebsstandorte in Wien, Prag, Budapest, Bukarest und Rom.

## Geschichte

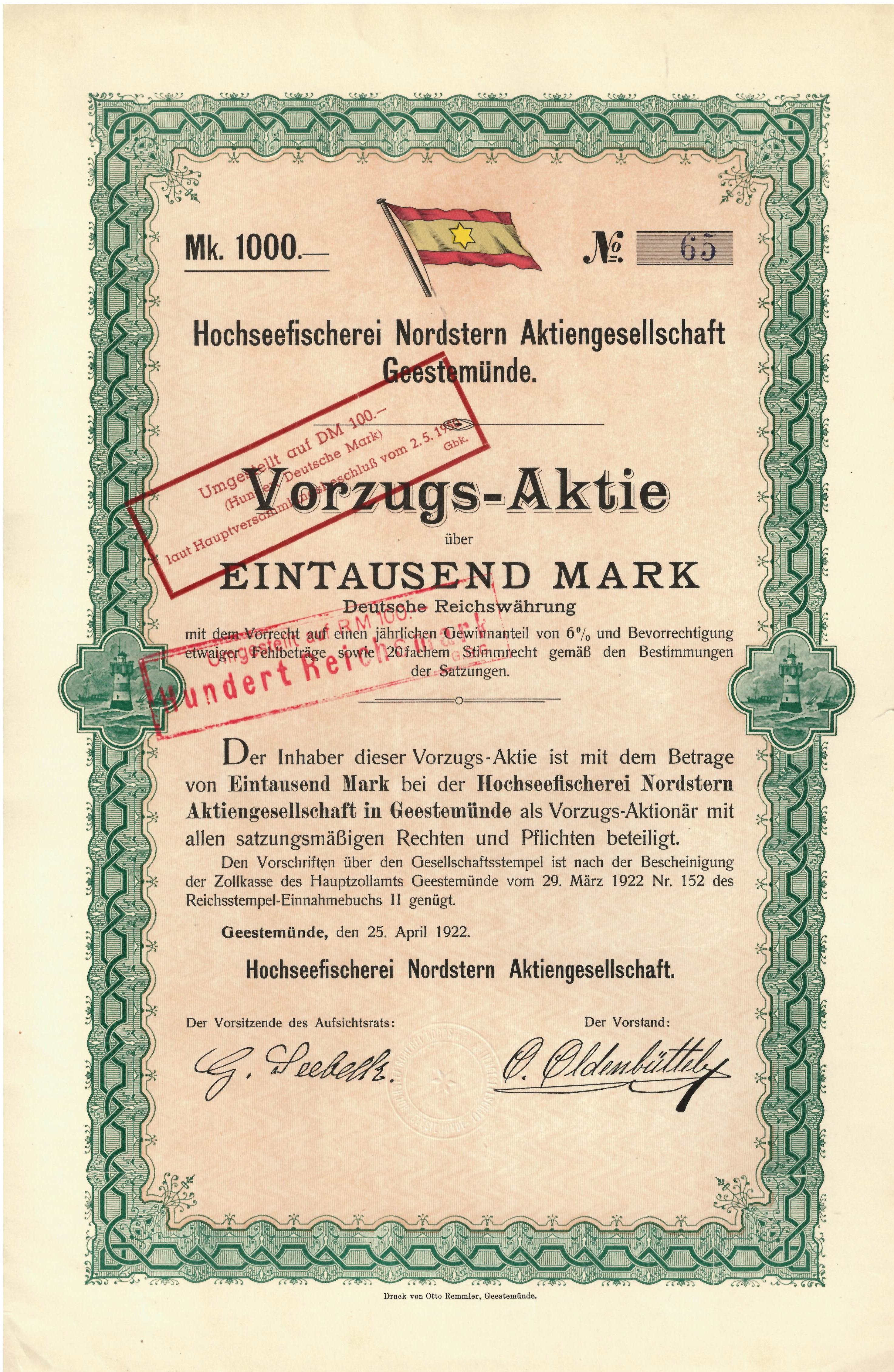
Vorzugsaktie über 1000 Mark der Hochseefischerei Nordstern AG vom 25. April 1922

Die Anfänge der Frosta AG reichen bis auf die Gründung der Hochseefischerei Nordstern AG am 20. Januar 1905 zurück. Die Eintragung in das Handelsregister Bremerhaven am 31. Januar 1905 erfolgte mit dem Geschäftsgegenstand der „Fernfischerei“.
Im Ersten Weltkrieg requirierte die Kaiserliche Marine die Fischkutter; im Frühjahr 1919 gab sie sechs Stück zurück. Im Laufe des Jahres 1919 gingen drei Dampfer durch Minenexplosionen in der Nordsee verloren. Zwei Neubauten wurden fertiggestellt, womit sich Ende 1919 ein Bestand von fünf Dampfern ergab.
Mit Beginn des Zweiten Weltkriegs 1939 wurden bei der Hochseefischerei Nordstern AG zwölf Fischkutter eingezogen und zu Kriegsfischkuttern umgerüstet. Davon erlebten drei das Kriegsende.
1954 gründete der Textilunternehmer Adolf Ahlers die Reederei „Maria von Jever“. Die „Sagitta“, 1957 von Ahlers in Betrieb genommen, brachte durch die Filetierung und Schockfrostung die Möglichkeit der thermischen Stabilisierung.
1961 ließ Adolf Ahlers’ Sohn Dirk Ahlers die Marke „FRoSTA“ als Warenzeichen eintragen und gründete die Frosta Handelsgesellschaft mbH. Zwei Jahre später übernahm diese die 1884 gegründete F. Schottke Seefisch-Großhandlung baute einen Tiefkühlkostbetrieb auf. Wegen unwirtschaftlicher Fangquoten wurde 1970 die Hochseefischerei aufgegeben und die Flotte verkauft.
Zwischen 1978 und 1987 wurde die Erweiterung der Produktion von TK-Fisch, -Fertiggerichten, -Gemüse und -Obst vorangetrieben, indem die zu dem Jacobs-Konzern gehörenden Hochseefischerei Nordstern AG und Rheintal Tiefkühlkost GmbH (ehemals Raiffeisen Tiefkühlkost GmbH) übernommen wurden. 1985 wurde die Deutsche Fischfang-Union mitbegründet. 1988 wurden alle Tochtergesellschaften zur Nordstern Lebensmittel AG fusioniert. 1990 kaufte diese von der Treuhandanstalt Sachsen die Elbtal Tiefkühlkost GmbH. Elbtal war die bekannteste Marke für Tiefkühlgemüse in der DDR. Sieben Jahre später folgte die Umbenennung in FRoSTA AG. 1999 trat FRoSTA mit dem Kauf eines Unilever-Tiefkühlwerkes in Bydgoszcz in den polnischen Tiefkühlkostmarkt ein.
Das „Frosta-Reinheitsgebot“ wurde 2003 für alle Produkte in Deutschland eingeführt. Die damit einhergehenden Preiserhöhungen führten zu einem Einbruch des Umsatzes um 40 % und einem Konzernergebnis von minus 8 Mio. Euro. Das Geschäftsjahr gilt als das schlechteste der gesamten Unternehmenshistorie. Zwischen 1994 und 2015 folgten die Markteinführungen von Frosta-Produkten in Ungarn, Tschechien, Russland, Rumänien und Italien. Seit 2018 ist FRoSTA nicht mehr auf dem russischen Markt tätig.

## Konzernstruktur

### Produktportfolio

Logo der Frosta Tiefkühlkost

Mit folgenden Produkten werden weite Teile des Tiefkühlkostmarkts abgedeckt:
- Fertiggerichte auf Fisch-, Fleisch- und Gemüsebasis
- Fisch, insbesondere Fischstäbchen
- Gemüse, Obst und Kräuter

### Geschäftsbereiche
Das Markengeschäft umfasst Frosta (Fertiggerichte), tiko (Fisch und Gerichte) und Elbtal (Gemüse).
Das Handelsmarkengeschäft umfasst die Produktion nach Kundenvorgaben durch Frosta und COPACK.
Der „Frosta Foodservice“ beliefert Gastronomiebetriebe und Großhändler (Non-Retail-Geschäft).

### Finanzdaten
Die folgenden Unternehmenskennzahlen des Konzernabschlusses werden seit 2003 nach IFRS veröffentlicht:
| Jahr | Umsatz        | Ergebnis vor Steuern | Jahresergebnis | Dividende je Aktie |
| ---- | ------------- | -------------------- | -------------- | ------------------ |
| 2001 | 299 Mio. Euro | 8,9 Mio. Euro        | 2,8 Mio. Euro  | 0,40 Euro          |
| 2003 | 262 Mio. Euro | −4,7 Mio. Euro       | −7,7 Mio. Euro | 0,00 Euro          |
| 2008 | 392 Mio. Euro | 20,8 Mio. Euro       | 12,1 Mio. Euro | 0,75 Euro          |
| 2013 | 386 Mio. Euro | 18,2 Mio. Euro       | 12,0 Mio. Euro | 1,00 Euro          |
| 2014 | 408 Mio. Euro | 24,8 Mio. Euro       | 17,3 Mio. Euro | 1,36 Euro          |
| 2015 | 440 Mio. Euro | 26,1 Mio. Euro       | 18,2 Mio. Euro | 1,36 Euro          |
| 2016 | 466 Mio. Euro | 31,6 Mio. Euro       | 21,6 Mio. Euro | 1,50 Euro          |
| 2017 | 501 Mio. Euro | 34,9 Mio. Euro       | 23,4 Mio. Euro | 1,60 Euro          |
| 2018 | 509 Mio. Euro | 30,0 Mio. Euro       | 20,0 Mio. Euro | 1,60 Euro          |
| 2019 | 523 Mio. Euro | 16,2 Mio. Euro       | 12,6 Mio. Euro | 1,60 Euro          |
| 2020 | 552 Mio. Euro | 36,3 Mio. Euro       | 25,1 Mio. Euro | 1,60 Euro          |
| 2021 | 527 Mio. Euro | 37,8 Mio. Euro       | 28,6 Mio. Euro | 1,60 Euro          |
| 2022 | 579 Mio. Euro | 33,5 Mio. Euro       | 24,3 Mio. Euro | 1,60 Euro          |
| 2023 | 639 Mio. Euro | 47,1 Mio. Euro       | 34,1 Mio. Euro | 2,00 Euro          |

Die Hochseefischerei Nordstern AG bilanzierte 1919 einen Jahresüberschuss von 665.290 Mark und zahlte eine Dividende in Höhe von 12 %. 1954 bilanzierte sie einen Überschuss von 150.000 DM und zahlte 9 % Dividende.

### Aktie

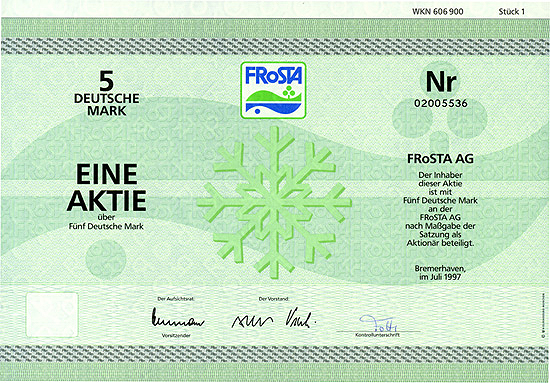
Aktie der Frosta AG über 5 DM, Bremerhaven, Juli 1997

Das Grundkapital der Gesellschaft ist aufgeteilt in rund 6,8 Millionen nennwertlose Inhaberaktien. Größte Anteilseigner sind Dirk und Felix Ahlers mit 33,5 % und 10,0 %. Die übrigen 56,5 % der Anteile befinden sich im Streubesitz.

### Beteiligungen
Die Frosta AG besitzt die Tochtergesellschaften:
- COPACK Tiefkühlkost-Produktions GmbH, Deutschland
- COPACK France S. a. r. l., Frankreich
- COPACK S. r. l., Italien
- Frosta Tiefkühlkost GmbH, Deutschland
- Frosta Foodservice GmbH, Deutschland
- Frosta Italia S. r. l., Italien
- Frosta CR s. r. o., Tschechische Republik
- Frosta Sp. z o. o., Polen
- FRoSTA S. r. l., Italien

von denen folgende nicht in den Konzernabschluss einbezogen wurden:
- Frosta Romania S. r. l., Rumänien
- Nordstern America Inc., USA
- 000 Frosta, Russland
- Frosta Hungary Kft., Ungarn
- COPACK Sp. z. o. o., Polen

Es besteht eine 33,33%ige Beteiligung an der Columbus Spedition GmbH.
Eine 45%ige Beteiligung an der BIO-FROST Westhof GmbH wurde zum 1. Oktober 2016 verkauft und ein langfristiger Kooperationsvertrag geschlossen.

## Reinheitsgebot
Seit Anfang 2003 produziert Frosta nach dem „Original Frosta Reinheitsgebot“. Alle Produkte werden ohne Zusätze wie Farbstoffe, Aromen, Geschmacksverstärker, Emulgatoren, Stabilisatoren, chemisch modifizierten Stärken und gehärteten Fetten hergestellt (nur für die Marke Frosta). Diese Qualitätsumstellung brachte dem Konzern nach hervorragenden Umsätzen in den Vorjahren durch die damit verbundene Preiserhöhung der Produkte einen enormen Umsatz- und Gewinneinbruch.
Vor der Umstellung der Produktion auf das Reinheitsgebot war von Frosta der Lebensmittelchemiker und Autor Udo Pollmer engagiert worden, der die Produkte auf Zusatzstoffe prüfte. So wurden 60 Zusätze aus der Produktion herausgenommen. Außerdem wurde statt Margarine nun Butter, traditioneller Käse statt Schmelzkäse verwendet und der Fisch aus nachhaltiger Fischerei bezogen. Auf Geschmacksverstärker wurde generell verzichtet. Das erklärte Ziel dieser Umstellung war, den Umsatz des Unternehmens innerhalb von fünf Jahren zu verdoppeln. Frosta investierte fünf Millionen Euro in eine Werbekampagne. Die Frosta-Produkte verteuerten sich um 30 bis 60 Cent pro Packung. Innerhalb weniger Monate sank der Umsatz um rund 30 Prozent; die Marktführerschaft ging an Iglo verloren und in der Branche galt das neue Konzept zunächst als Flop.
Ein Zehntel der Mitarbeiter wurde entlassen. Großaktionär Dirk Ahlers entließ im Herbst 2003 Vorstandschef Thomas Braumann und kehrte aus dem Aufsichtsratsvorsitz an die Unternehmensspitze zurück; sein Sohn Felix wurde als viertes Mitglied in den Vorstand aufgenommen.
Nach der Umstellung auf frische Produkte und dem Verzicht auf Zusatzstoffe im Jahre 2003 akzeptierten viele Kunden bald das neue Konzept und Neukunden kamen hinzu. Für das Jahr 2004 wurde ein Gewinn von 7,4 Millionen Euro ausgewiesen. Er stieg anschließend fast kontinuierlich (im Jahr 2017 waren es 23,4 Millionen Euro). In den Jahren 2004 bis 2008 und 2010 bis 2019 stieg das reale BIP in Deutschland und damit die gesamtwirtschaftliche Nachfrage erheblich; dieser Faktor und andere Faktoren (zum Beispiel alternde Gesellschaft) begünstigten den Verkauf hochwertiger Lebensmittel.

## Sonstiges
Bis März 2010 wurde in der Hamburger Altstadt ein eigenes Bistro für Tiefkühlkost betrieben.
Mitte 2005 startete Frosta einen Corporate Log. Darin berichteten über 10 Frosta-Mitarbeiter über ihre Arbeit und über Frosta.
Von August 2009 bis 2011 wurden vier Produkte mit dem Aufdruck einer „Nährwert-Ampel“ auf der Verpackungsvorderseite versehen. Dabei handelte es sich um deutschlandweit die ersten Lebensmittel, die Angaben zu Fett, gesättigten Fettsäuren, Zucker und Salz in den Ampel-Farben Rot, Gelb und Grün trugen.
Im Dezember 2012 wurde Frosta der Deutsche Nachhaltigkeitspreis in der Kategorie Nachhaltigste Marke verliehen.
2017 erfolgte zum Jubiläum „10 Jahre Nachhaltigkeitspreis“ des Deutschen Nachhaltigkeitspreises eine Sonderverleihung für Siegerunternehmen der vorherigen Jahre, die sich u. a. als „Botschafter für Nachhaltigkeit“ starkmachten. Diesen Sonderpreis erhielt Frosta.
2017 gewann Frosta mit der Initiative „Kochschule für Kinder“ den Wettbewerb „Mein gutes Beispiel“ der Bertelsmann Stiftung, des Vereins Unternehmen für die Region und des Zentralverbands des Deutschen Handwerks.
Ende 2020 gewann Frosta den Sonderpreis Verpackung des Deutschen Nachhaltigkeitspreises, und zwar für seine Tiefkühlverpackung aus Papier. Seitdem sollen nach und nach alle Kunststoffverpackungen gegen recyclingfähige Papiertüten ersetzt werden.
Die Familie Ahlers ist Hauptsponsor der Hamburger Lebensmittelstiftung, der Trägerin des Deutschen Zusatzstoffmuseums.